# Caina (fiume)
Il Caina (pronuncia Càina, Caine in dialetto perugino) è un torrente umbro, lungo 30,1 chilometri, con un bacino idrografico di 221,5 km². È il principale affluente del Nestore, nel quale sfocia a Pieve Caina.

## Origini del nome
Non lontano dalle piccole sorgenti si trova una tomba etrusca da cui prenderebbe il nome. Caina è infatti un nome gentilizio etrusco e "Cairnina" è il nome che si legge sulla facciata della tomba.

## Descrizione
Uno storico perugino del 1638 così la descrive:
Nasce a 331 m.s.l.m poco distante dalla tomba etrusca di "Arnth Cairnina" a San Giovanni del Pantano e scorre nei comuni di Magione, Perugia, Corciano e Marsciano. Con un carattere prevalentemente torrentizio, è stato giudicato dall'Arpa Umbria come di qualità "scadente", a causa dell'inquinamento delle acque.

## Storia
Durante il VI secolo lungo il torrente passava il Corridoio Bizantino. In epoca romana fu realizzato un canale artificiale proveniente dal Lago Trasimeno. Alla fine del XIV secolo fu risistemato per ordine di Braccio Fortebraccio. Tra il 1896 (anno di una storica esondazione del Caina) ed il 1898 venne costruito un nuovo emissario artificiale, che ancora oggi unisce il Caina al Trasimeno. La presenza del torrente ha fortemente influenzato le abitudini degli abitanti di Pieve Caina, che prende il nome da esso. La gente del posto nel passato è vissuta sempre nel timore delle piene del torrente e del maggiore Nestore, e per questo bisognava organizzare dei turni di guardia nelle notti di pioggia con i fiumi gonfi. In caso di esondazione ci si rifugiava al piano superiore, legando il bestiame bovino sopra alle mangiatoie e portando animali di minor stazza dentro le abitazioni.

## Affluenti
Il Caina conta l'apporto di vari affluenti:
- Oscano (3,5 km)
- Formanuova (16 km)
- Emissario del Trasimeno (8 km)
- Fosso del Petriolo (4 km)

Il principale tra questi è l'Emissario del Trasimeno, con una portata potenziale di 40 m3/s. Il maggior affluente naturale è invece il torrente Formanuova, che scorre nel comune di Magione.

## Maggiori piene
Dal 1866 (annessione dell'Umbria al Regno d'Italia) si segnalano tre piene significative:
- La prima nel 1896, quando la piena portò via due abitazioni coloniche nei pressi di Pieve Caina.
- La seconda l'8 ottobre 1937, con la portata massima a Pieve Caina di 87 m³/s.
- La terza e più importante, verificata il 12 novembre 2012